# Kvarter (by)
 For alternative betydninger, se Kvarter. (Se også artikler, som begynder med Kvarter)
 Denne artikel omhandler overvejende eller alene danske forhold. Hjælp gerne med at gøre artiklen mere almen.
Et kvarter er en del af en bymæssig bebyggelse med sit eget lokale særpræg. Afgrænsningen af området kan være administrativ og fastsat af eksempelvis kommunen.
Det kan det også være et ikke administrativt begreb, men en særskilt bydel med sin egen karakter. Typisk benyttes kvarter om geografisk afgrænsede områder med ensartet præg fx et villakvarter, slumkvarter, latinerkvarter, forretningskvarter, industrikvarter, osv. Et kvarter kan også være afgrænset af store veje, jernbaner, vandløb, grønne områder og landskabsmæssige karaktertræk.

## Kvarterer i Danmark
I Danmark benyttes kvarter ofte som en uformel betegnelse for en afgrænset bymæssig bebyggelse. En bydel består ofte af flere kvarterer.

### Kvarterer i Københavns Kommune
Københavns Kommune har fra gammel tid været inddelt i kvarterer, svarende til andre kommuners ejerlav. Kommunen er inddelt i følgende kvarterer:
- Amagerbro kvarter
- Sankt Annæ Vester kvarter
- Sankt Annæ Øster kvarter
- Brønshøj kvarter
- Christianshavns kvarter
- Eksercerpladsens kvarter
- Emdrup kvarter
- Frihavnens kvarter
- Frimands kvarter
- Husum kvarter
- Kongens Enghave kvarter
- Klædebo Kvarter
- Købmager kvarter
- Nørrevold kvarter
- Nørre kvarter
- Rosenborg kvarter
- Snarens kvarter
- Sundby Overdrev kvarter
- Strand kvarter
- Sundbyvester kvarter
- Sundbyøster kvarter
- Udenbys Klædebo Kvarter
- Utterslev kvarter
- Udenbys Vester kvarter
- Valby kvarter
- Vanløse kvarter
- Vester kvarter
- Vigerslev kvarter
- Vestervold kvarter
- Øster kvarter
- Østervold kvarter

I dag er Københavns Kommune inddelt i 67 kvarterer.